# すし三崎丸

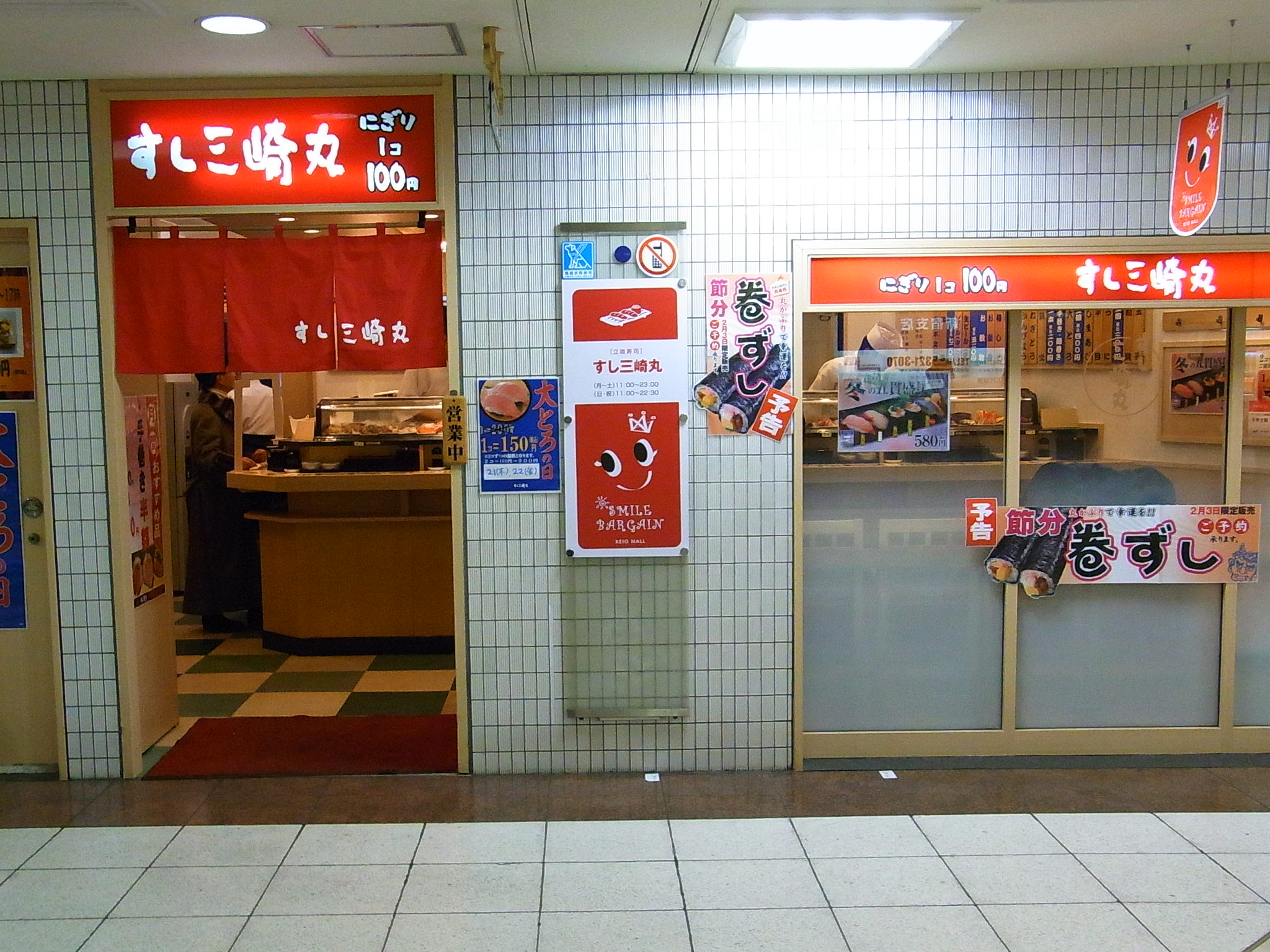
すし三崎丸新宿店

すし三崎丸（すしみさきまる）は、株式会社京樽が関東地方で運営している外食チェーン店である。
主力商品である寿司をはじめ、刺身、天ぷらなど、魚介類を使用した様々なメニューを提供している。
2001年（平成13年）に新小岩駅前に第一号店が開店した。

## 概要
寿司などの海鮮料理をメインとしつつ、アルコール類を充実させたメニュー展開が特徴である。
生ビールのほか、焼酎、日本酒、ウィスキーなども取り揃えており、海鮮居酒屋チェーンとしての側面が強い。
また、寿司のテイクアウトも実施している。